# 록은 숙녀의 소양이기에
《록은 숙녀의 소양이기에》(일본어: ロックは淑女の嗜みでして 롯쿠하 레디노 다시나미데시테[*])는 후쿠다 히로시가 지은 일본의 만화다. 《영 애니멀》(하쿠센샤)에서 2022년 21호부터 연재 중이다.

## 줄거리
부모의 재혼으로 부동산왕의 집의 딸이 된 스즈노미야 리리사는 학원 최고의 영애 칭호를 얻기 위해 좋아했던 록과 기타를 버리고 숙녀로 행세하다가 어느 날 학원 유명인사인 쿠로가네 오토하가 드럼을 치는 모습을 목격한다. 오토하로부터 기타 연주자임을 간파당하고, 도발을 당하고 그녀와 세션한 것을 계기로, 리리사는 록에 대한 생각을 재점화시킨다.

## 등장인물

### 록 레이디
리리(リリー)/스즈노미야 리리사(鈴ノ宮 りりさ)
성우 - 세키네 아키라
연주 - BAND-MAID KANAMI
본작의 주인공. 기타 담당. 오우신 여학원 고등부 1학년. 부동산왕인 스즈노미야 타다시의 딸. 작은 체구와 큰 투 사이드 업의 머리가 특징.
가녀린 외모와 세련된 동작으로 전학 한 달 시점에 주위의 존경을 모으지만, 실제로는 일 년 전까지 서민이었고, 어머니 유카가 타다시와 재혼하면서 영애가 된 것이다. 옛 이름은 코바야시 리리사(小林りりさ). 스즈노미야의 딸로서 완벽하게 행동함으로써, 입장이 위태로운 어머니를 지키려고 진짜 자신을 죽이고 '아가씨'로 일관해, '고결한 처녀(노블 메이든)'의 칭호를 요구하고 있다.
친아버지는 코바야시 신지(小林シンジ). 아버지 일행에게 섞여 기타를 휘갈겨, 기타리스트 쿠레나이(紅)에 대한 동경으로부터 기타를 치고 있던 순수한 록 소녀였다. 스즈노미야의 집에 들어와서는 아가씨로서 행동하기 위해서 기타를 버렸지만, 우연한 일로부터 오토하와 세션을 하게 되어 록에 대한 기분이 재연. 본심을 서로 부딪친 오토하와 밴드 '록 레이디'를 결성. 음악도 아가씨도 '가치'로 하는 것에 뜻을 둔다.
오토(オト)/쿠로가네 오토하(黒鉄 音羽)
성우 - 시마부쿠로 미유리
연주 - BAND-MAID AKANE
드럼 담당. 오우신 여학원 고등부 1학년. 정재계 중진 쿠로가네 키주로의 딸. 히메컷의 긴 머리가 특징인 아가씨.
리리사와 달리 진정한 아가씨이며, 1학년 중 가장 존경을 받고 있다. 구교사의 음악실에 놓여져 있는 드럼 세트에서 연습을 일삼고 있는, 세션을 '교감'이라고 부른다. 만난 당초, 리리사에게 드럼을 계속하는 이유를 물었을 때에 '좋아하는 것 이외에 할 이유가 있다면 가르쳐 주세요'라고 대답해, 그 단순 명쾌한 의지가 마음에 불을 붙였다.
천연으로 의젓한 듯 매우 제멋대로이고, 말재주가 없이 늠름하게 자신과의 '교감'을 강제하기도 한다. 그러면서도 '내가 기분 좋아지는 것'을 연주에 먼저 요구하고 있기 때문에 밴드로서 성립되거나 관객을 생각하는 것을 뒤로 미루기 쉽다. 연주 스타일은 마치 '상대를 굴복시키려고 하는' 힘찬 스타일로, 후에 자신의 리듬에 관객이 마셔져 가는 것에도 쾌감을 느끼게 된다. 리리사의 록에 반하고 있어, 리리사에 의하면 그녀의 생애의 파트너가 된다는 것. 연주 후 등 기분이 고조되어 있을 때는 굉장히 말투가 더러워진다.
티나(ティーナ)/이세미 티나(院瀬見 ティナ)
성우 - 후쿠하라 아야카
연주 - BAND-MAID SAIKI
키보드 담당. 오우신 여학원 고등부 2학년. 명품 화장품 제조업체 창업자의 딸. 장신에 중성적인 '벚꽃심의 왕자'.
학생회 부회장을 노력하는 한편, 그 풍족한 용모로부터 모델이라는 형태로 부모의 일을 돕고 있다. 주위가 원하는 '이세미 티나'를 계속 연기하고 있어, '진짜 나'를 찾고 있다. 촬영 틈틈이 관람한 미도리 마츠리에서 기타를 연주하는 리리사에 동경을 품고, 그녀처럼 가급적 밴드에 가입하기를 원했다.
시로(シロ)/시라야 타마키(白矢 環)
성우 - 후지와라 나츠미
연주 - BAND-MAID MISA
베이스 담당. 오우신의 자매교인 쿠로유리 여학원 고등부 2학년.
프로를 목표로 하는 밴드 '비터 가니슈'의 헬프 기타리스트로서 활동하는 한편, 많은 밴드로부터 러브 콜을 받을 정도의 굉장한 실력자. 인기를 끄는 러브송에 영합한 '비터 가니슈'에 단념을 붙여 오토하와 짜고 싶어하지만 그녀에게 '리리사가 더 매력적이니까'라고 거절당하고 만다. 거기에서 타마키을 데리고 싶은 '비터 가니슈'와의 대반을 하게 되어, 헬프로서 리리사와 오토하의 밴드에 가입, 나중에 정식 멤버가 된다.

### 그 외의 등장인물
스즈노미야 아리스(鈴ノ宮 愛莉珠)
성우 - 시라스 사호
리리사의 의붓여동생. 스즈노미야 타다시와 그 전처의 딸.
리리사와 아리카가 집에 나타남에 따라 망모를 업신여겼다고 생각하고, 두 사람을 강하게 적대시하고 있어, 처음에는 약한 맛을 가지고 리리사를 배제하고자 계획하고 있었다. 그러나 미도리 마츠리에서 기타를 연주하는 리리사를 목격하고 나서 그 모습에 이끌려 밴드 활동을 잠자코 있지 말고 연주에 초대하라고 요구하는 등 츤데레적인 성격을 보이기 시작한다.
스즈노미야 유카(鈴ノ宮 有花)
성우 - 나즈카 카오리
리리사의 친모.
타다시와 재혼해 상류층이 되었지만, 타디시의 변화의 원인이라고 인식한 스즈노미야가 친족의 눈엣가시로 여겨지고 있다. 본인은 어떻게든 응당한 행동을 하려 했고, 리리사에게도 서민을 버리라고 명령해 기타를 버리게 했다.
스즈노미야 타다시(鈴ノ宮 正)
부동산왕. 리리사의 의부. 너무 바빠서 집을 비우는 경우가 많다.
코바야시 신지(小林シンジ)
성우 - 타카하시 히로키
리리사의 친부.
하스누마 츠카사(蓮沼 司紗)
성우 - 우루시야마 유우키
리리사, 오토바 등과 동급생. 드물게 뜻을 표출하지 않고, 표정도 바꾸지 않는 어른스러움이지만, 오토하의 호위라는 그늘의 임무도 맡고 있다.
마리코(マリ子)
성우 - 누마쿠라 마나미
라이브 하우스 MIX HALL의 오너.
AUM/토도로키 아유무(等々力 歩)
인스트 걸 밴드 'BOM Girl's'의 기타리스트. '코바야시 리리사'를 알고 있는 소녀.
모델급 외모를 가진 미소녀지만 사복의 센스가 나쁘다. 자기주장이 겸손하지만 감성적인 기타를 치고 수준급으로 조화를 이룬 밴드와 팬들과의 거리가 가까운 라이브, 능숙한 MC로 인기를 누리고 있다.

## 서지 정보
- 후쿠다 히로시 《록은 숙녀의 소양이기에》 하쿠센샤〈영 애니멀 코믹스〉, 기간 7권(2025년 3월 28일 현재)
  1. 2023년 4월 28일 발매[2][3], ISBN 978-4-592-16476-0
  2. 2023년 6월 29일 발매[4], ISBN 978-4-592-16477-7
  3. 2023년 10월 27일 발매[5], ISBN 978-4-592-16478-4
  4. 2024년 2월 29일 발매[6], ISBN 978-4-592-16479-1
  5. 2024년 7월 29일 발매[7][8], ISBN 978-4-592-16480-7
  6. 2024년 11월 28일 발매[9], ISBN 978- 4-592-16716-7
  7. 2025년 3월 28일 발매[10], ISBN 978-4-592-16717-4

## TV 애니메이션
2024년 7월에 TV 애니메이션화가 발표되었다. 2025년 4월부터 6월까지 TBS 계열에서 방송되었다.

### 스태프
- 원작 - 후쿠다 히로시
- 감독 - 와타다 신야
- 조감독 - 야스카와 오우리
- 비주얼 디렉터 - 소에지마 야스후미
- 시리즈 구성·각본 - 야스카와 쇼고
- 메인 캐릭터 디자인 - 미야타니 리사
- 디자인 웍스 - 오가와 크리스, 시가 유카
- 프롭 디자인 - 코이누마 나나
- 색채 설계 - 오오츠카 마스미
- 미술 감독 - 사카가미 히로후미
- 미술 설정 - 아사미 유이치
- 미술 감수 - 사토 히로시
- CG 디렉터 - 사카구치 하루카
- 촬영 감독 - 와타나베 미카
- 편집 - 사이토 아카리
- 음향 감독 - 키쿠타 히로미
- 음악 - 사쿠마 카나데, 사이키 타츠히코, 타나카 츠구미, 타부치 나츠미
- 치프 프로듀서 - 사이토 토모유키, 나가부치 요스케, 히구치 히로미츠
- 프로듀서 - 니시가야 히데타케, 스나코 타츠야, 키무라 히로시, 스즈키 코스케, 소토카와 아키히로, 호리키리 신지, 이이즈카 토시오, 마츠다 슌스케
- 애니메이션 제작 - BN Pictures
- 제작 - 록은 숙녀의 소양이기에 제작위원회

### 주제가
Ready to Rock
BAND-MAID에 의한 오프닝 테마. 작사는 SAIKI, 작곡·편곡은 BAND-MAID. 제1·13화에서는 극중곡으로 사용되었다.
꿈이 아니라면 대체 뭔데(夢じゃないならなんなのさ)
Little Glee Monster에 의한 엔딩 테마. 작사는 마츠바라 사라리, 작곡·편곡은 미나미다 켄고.

### 삽입곡
린다 린다(リンダ リンダ)
작사·작곡은 코모토 히로토. 제1화에서 사용.
Ghost Dance
작곡은 LITE, 편곡은 노자키 신페이.
제1화에서는 리리사·오토하/KANAMI(BAND-MAID)·AKANE(BAND-MAID)가 연주.
제2화에서는 오토하/AKANE(BAND-MAID)가 연주.
제7화에서는 리리사·오토하·타마키/KANAMI(BAND-MAID)·AKANE(BAND-MAID)·MISA(BAND-MAID)가 연주.
제9화에서는 리리사·오토하·티나·타마키/KANAMI(BAND-MAID)·AKANE(BAND-MAID)·SAIKI(BAND-MAID)·MISA(BAND-MAID)가 연주.
제10화에서는 오토하·티나·타마키/AKANE(BAND-MAID)·SAIKI(BAND-MAID)·MISA(BAND-MAID)가 연주.
제11화에서는 오토하/AKANE(BAND-MAID)가 연주.
YOUTH
작곡은 mudy on the 사쿠반, 편곡은 노자키 신페이.
제3화에서는 리리사·오토하/KANAMI(BAND-MAID)·AKANE(BAND-MAID)가 연주.
제9·13화에서는 리리사·오토하·티나·타마키/KANAMI(BAND-MAID)·AKANE(BAND-MAID)·SAIKI(BAND-MAID)·MISA(BAND-MAID)가 연주.
EDEN
작사·작곡·편곡은 노자키 신페이.
제5화에서는 이시타니 준, 와타나베 마사치카가 가창.
보물섬(宝島)
작곡은 이즈미 히로타카, 편곡은 노자키 신페이, 오오사코 쿄코.
제5화에서는 리리사·오토하·레드 패밀리아/KANAMI(BAND-MAID)·MISA(BAND-MAID)·AKANE(BAND-MAID)·이시도야"미게루"히토시가 연주.
Spirit Cold
작곡·편곡은 노자키 신페이.
제6화에서는 리리사/KANAMI(BAND-MAID)가 연주.
제7화에서는 타마키/KANAMI(BAND-MAID)가 연주.
Shining my love
작사는 Kimotto, 작곡·편곡은 노자키 신페이.
제6·9화에서는 비터 가나슈(Vo. 아키)/이가라시 히로미가 가창.
fuss uppers
작곡은 Sawagi, 편곡은 노자키 신페이.
제7·8화에서는 티나/SAIKI(BAND-MAID)가 연주.
제9화에서는 리리사·오토하·티나·타마키/KANAMI(BAND-MAID)·AKANE(BAND-MAID)·SAIKI(BAND-MAID)·MISA(BAND-MAID)가 연주.
Bright Future
작사·작곡·편곡은 노자키 신페이.
제12·13화에서는 Bacchus(Vo 나오토)/코바야시 유스케가 가창.
밤은 빛을 엄폐하고, 무수한 비밀을 헤아려, 뒤틀린 『몽상』을 키운다.(夜は光を掩蔽し、幾多の秘密を酌み、さかしまな『夢想』を育む。)
작곡은 te', 편곡은 노자키 신페이.
제13화에서는 록레이디/KANAMI(BAND-MAID)·AKANE(BAND-MAID)·SAIKI(BAND-MAID)·MISA(BAND-MAID)가 연주.

### 에피소드 목록
| 화수 | 제목 | 그림 콘티                                     | 연출                          | 작화 감독 | 총작화 감독                                                     | 방송일         |
| ---- | --- | --------------------------------------------- | ----------------------------- | --- | --------------------------------------------------------------- | -------------- |
| 01   | ごきげんよう♡ 안녕하신가요♡そんなギターやめちまえ!!! 그딴 기타 당장 때려치워!!!                               | 와타다 신야                                   | 야스카와 오우리               | 오가와 크리스 요시노 미키 요시다 와카코 한민기 오오노 츠토무 시가 유카 타니구치 켄타 | 미야타니 리사                                                   | 2025년 4월 3일 |
| 02   | 交わりましょう♥ 교감을 나눠요♡絶対、認めない! 절대로, 인정 못 해!                                             | 야스카와 오우리                               | 야마모토 메구미               | 키무라 쿠니히코 요시다 와카코 한민기 미츠하시 타에코 오가와 크리스 陳峯 葛運禕 芧奕悅 汤夏 孫振亮 小螺 毛缟斑                                                                                  | 미야타니 리사 오가와 크리스                                     | 4월 11일       |
| 03   | やりましょう!!! 気持ちいい事!!! 짜릿한 걸 해보자고요!!!バンド組まない? 밴드 결성할래?                         | 소에지마 야스후미 나카코미 켄토               | 나카코미 켄토                 | 시가 유카 오오노 츠토무 오자키 마사유키 나카지마 다이치 孫振亮 甲鸟 汤夏 王渝 何文 楊中英 葛運禕                                                                                               | 미야타니 리사 오가와 크리스                                     | 4월 17일       |
| 04   | メン募してみる? 멤모해 볼까?追い出してやる! 내쫓을 거야!                                                      | 미야자키 나기사                               | 코지마 타카시                 | 시미즈 히로유키 와타나베 케이타 胡雲濤 廖菲 陸鑫 四季社 阿菁 何文 葛運禕 茅奕悅 라플라스 애니메이션                                                                                            | 미야타니 리사 오가와 크리스                                     | 4월 24일       |
| 05   | ドキドキしますわね♡ 두근거리네요♡こっちは出してんだ、テメーも出してみろ!!! 우린 내놓고 해, 너도 내놔보든가!!! | 시게타 아츠시 소에지마 야스후미               | 카토 아키라                   | 타무라 마유 비트 요시노 미키 시가 유카 阿菁 오자키 마사유키 키무라 쿠니히코 | 미야타니 리사 오가와 크리스                                     | 5월 1일        |
| 06   | メンバーに入れてくれないか…? 멤버에 넣어주면 안 돼...?今すぐ、あいつは捨てろ 지금 당장, 그 녀석을 버려        | 테라다 카즈오                                 | 야마모토 메구미 코지마 타카시 | 나카지마 다이치 阿菁 葛運禕 楊中英 小螺 富春 飒飒 梦润 毛缟斑 王渝 朱泱 刘军 | 미야타니 리사 오가와 크리스 시가 유카 스와 카나에               | 5월 8일        |
| 07   | 僕は、自分を変えたい…! 나는, 나를 바꿀 거야...!これぐらいこなせよ、下手くそ 이 정도는 쳐야지, 발연주          | 니시자와 스스무                               | 나카코미 켄토                 | 시가 유카 시미즈 히로유키 오오노 츠토무 阿菁 何文 楊中英 茅奕悦 胡雲濤 廖菲 楊鎮宇 | 오가와 크리스 시가 유카 스와 카나에                             | 5월 15일       |
| 08   | ムダなワケないでしょ!! 절대 헛된 게 아니야!!秘策がありますわ♡ 비책이 있답니다♡                                | 오오카와 타카히로                             | 엔도 히로타카                 | 시가 유카 비트 카기야마 아코 키무라 쿠니히코 이와사키 시게키 하시구치 하야토 와타나베 케이타 阿菁 陳嶺 富春 张臤                                                                               | 미야타니 리사 오가와 크리스 스와 카나에 시가 유카               | 5월 22일       |
| 09   | いよいよ私達の番ですわね♡ 드디어 우리가 나갈 차례예요♡全部、うるせえんだよ!!! 전부 다, 시끄럽다고!!!          | 소에지마 야스후미                             | 야스카와 오우리               | 핫토리 마나미 나카지마 다이치 바바 류이치 오오노 츠토무 와다 요시아키 阿菁 葛運禕 何文 朱央 | 미야타니 리사 오가와 크리스 스와 카나에 시가 유카               | 5월 29일       |
| 10   | あんなもんじゃねぇだろ!! 그게 다가 아니잖아!!あいつらと、ロックがしたい!!! 그 녀석들과, 록을 하고 싶어!!!     | 오오츠키 아츠시                               | 나카노 히데아키               | 요네다 유야 李雄宰 陳晟 히라타 타쿠야 안민미 오오노 츠토무 Triple A | 오가와 크리스 스와 카나에 후쿠다 히로키                         | 6월 5일        |
| 11   | になりたくて '노블 메이든'이 되고 싶어서ただ、踊らせるだけ 그저, 춤추게 할 뿐                                 | 유키히로 코마오                               | 유키히로 코마오               | 요시노 미키 이시다 토모코 와다 요시아키 비트 阿菁 楊俊 富春 孫振亮 毛缟斑 王渝 | 오가와 크리스 시가 유카 스와 카나에                             | 6월 12일       |
| 12   | 辞退させていただきますわ 빠지도록 할게요最高だって証明してやる!!! 최고라는 걸 증명할 거야!!!                  | 쿄고쿠 타카히코                               | 쿄고쿠 타카히코               | 핫토리 마나미 카기야마 아코 이시카와 에리 오오노 츠토무 이와사키 시게키 핫토리 켄지 키무라 쿠니히코 阿菁 楊中英 Triple A                                                                       | 미야타니 리사 오가와 크리스 스와 카나에 후쿠다 히로키 시가 유카 | 6월 19일       |
| 13   | ロックレディ 록 레이디                                                                                        | 소에지마 야스후미 야스카와 오우리 와타다 신야 | 야스카와 오우리 와타다 신야   | 비트 나카지마 다이치 요시노 미키 이와사키 시게키 츠네사다 히요리 朱嘉銘 鄧宏輝 王瑞浩 코무라 유즈하 와다 요시아키 타카하시 아키라 阿菁 何文 楊中英 茅奕悅 油鍋なべる 郭書夢 李欣然 謝博傑 張鵬 | 미야타니 리사 오가와 크리스 스와 카나에 시가 유카               | 6월 26일       |

| TBS 계열 목요일 23:56~0:26 | TBS 계열 목요일 23:56~0:26 | TBS 계열 목요일 23:56~0:26 |
| 이전 작품                  | 작품명                     | 다음 작품                  |
| -------------------------- | -------------------------- | -------------------------- |
| 푸른 상자(제1기)           | 록은 숙녀의 소양이기에     | 카미츠바키시 건설중.       |

## 비슷한 소재를 다룬 다른 작품
- 케이온!
- 봇치 더 록!
- 걸즈 밴드 크라이